# Copa Sul-Minas de 2000
A Copa Sul-Minas de 2000 foi a primeira edição deste torneio de futebol, realizado entre os clubes de Minas Gerais, Santa Catarina, Rio Grande do Sul e Paraná.
Os jogos começaram em Janeiro e terminaram em Março. O campeão foi América Mineiro que venceu na final a equipe do Cruzeiro. Os dois clubes garantiram participação na Copa dos Campeões 2000.

## Regulamento
Os 12 clubes se enfrentavam em três grupos de quatro participantes. o melhor colocado que cada grupo e o melhor 2º colocado entre os grupos em geral faziam a semifinal. Os vencedores da semifinal faziam a final em dois jogos.

## Classificação

### Grupo 1
| Classificação | Classificação       | Classificação | Classificação | Classificação | Classificação | Classificação | Classificação | Classificação | Classificação |
| Time | Time                | PG            | J             |               |               |               |               |               |               |
| --- | ------------------- | ------------- | ------------- | ------------- | ------------- | ------------- | ------------- | ------------- | ------------- |
| 1 | América Mineiro     | 11            | 6             |               |               |               |               |               |               |
| 2 | Atlético Paranaense | 11            | 6             |               |               |               |               |               |               |
| 3 | Internacional       | 9             | 6             |               |               |               |               |               |               |
| 4 | Avaí                | 1             | 6             |               |               |               |               |               |               |
| PG – Pontos ganhos; J – Jogos; V - Vitórias; E - Empates; D - Derrotas; GP – Gols pró; GC – Gols contra; SG – Saldo de gols |                     |               |               |               |               |               |               |               |               |

### Grupo 2
| Classificação | Classificação    | Classificação | Classificação | Classificação | Classificação | Classificação | Classificação | Classificação | Classificação |
| Time | Time             | PG            | J             |               |               |               |               |               |               |
| --- | ---------------- | ------------- | ------------- | ------------- | ------------- | ------------- | ------------- | ------------- | ------------- |
| 1 | Paraná           | 13            | 6             |               |               |               |               |               |               |
| 2 | Figueirense      | 8             | 6             |               |               |               |               |               |               |
| 3 | Grêmio           | 6             | 6             |               |               |               |               |               |               |
| 4 | Atlético Mineiro | 5             | 6             |               |               |               |               |               |               |
| PG – Pontos ganhos; J – Jogos; V - Vitórias; E - Empates; D - Derrotas; GP – Gols pró; GC – Gols contra; SG – Saldo de gols |                  |               |               |               |               |               |               |               |               |

### Grupo 3
| Classificação | Classificação  | Classificação | Classificação | Classificação | Classificação | Classificação | Classificação | Classificação | Classificação |
| Time | Time           | PG            | J             |               |               |               |               |               |               |
| --- | -------------- | ------------- | ------------- | ------------- | ------------- | ------------- | ------------- | ------------- | ------------- |
| 1 | Cruzeiro       | 13            | 6             |               |               |               |               |               |               |
| 2 | Coritiba       | 10            | 6             |               |               |               |               |               |               |
| 3 | Juventude      | 8             | 6             |               |               |               |               |               |               |
| 4 | Grêmio Maringá | 2             | 6             |               |               |               |               |               |               |
| PG – Pontos ganhos; J – Jogos; V - Vitórias; E - Empates; D - Derrotas; GP – Gols pró; GC – Gols contra; SG – Saldo de gols |                |               |               |               |               |               |               |               |               |

|  |                                                         |
|  | Classificados para as semifinais                        |
|  | Classificados para as semifinais (como melhor 2º lugar) |

### Semifinais
|  | Semifinais                                               | Semifinais      |       |  | Final                                                          | Final |  |
|  |                                                          |                 |       |  |                                                                |       |  |
|  | 19/fev e 23/fev, Curitiba (ida) e Belo Horizonte (volta) |                 |       |  |                                                                |       |  |
|  | Paraná                                                   | 1 - 1           |       |  |                                                                |       |  |
|  | Cruzeiro                                                 | 2 - 1           |       |  |                                                                |       |  |
|  |                                                          |                 |       |  |                                                                |       |  |
|  |                                                          |                 |       |  | 26/fev e 1º/mar, Belo Horizonte (ida) e Belo Horizonte (volta) |       |  |
|  |                                                          |                 |       |  | Cruzeiro                                                       | 0 - 1 |  |
|  |                                                          | América Mineiro | 1 - 2 |  |                                                                |       |  |
|  |                                                          |                 |       |  |                                                                |       |  |
|  |                                                          |                 |       |  |                                                                |       |  |
|  |                                                          |                 |       |  |                                                                |       |  |
|  | 19/fev e 23/fev, Curitiba (ida) e Belo Horizonte (volta) |                 |       |  |                                                                |       |  |
|  | Atlético Paranaense                                      | 2 - 2(2)        |       |  |                                                                |       |  |
|  | América Mineiro                                          | 2 - 2(4)        |       |  |                                                                |       |  |

- América Mineiro campeão e classificado para a Copa dos Campeões de 2000.

## Final
| Copa Sul-Minas de 2000            |
| --------------------------------- |
| América Mineiro Campeão 1º título |